# Шляхова (притока Ташлички)
Шляхова — річка  в Україні, у Бершадському і Гайворонському районах Вінницької та Кіровоградської областей. Ліва притока Ташлички (басейн Південного  Бугу).

## Опис
Довжина річки 15 км, похил річки — 4,1 м/км. Формується з багатьох безіменних струмків та водойм. Площа басейну 45,9 км².

## Розташування
Бере початок на північному сході від Завітного. Тече переважно на південний схід через Шляхову, Тирлівку і біля Садового впадає у річку Ташличку, ліву притоку Південного Бугу. 
Річку перетинає автомобільна дорога Т 0202.